# Bijsk

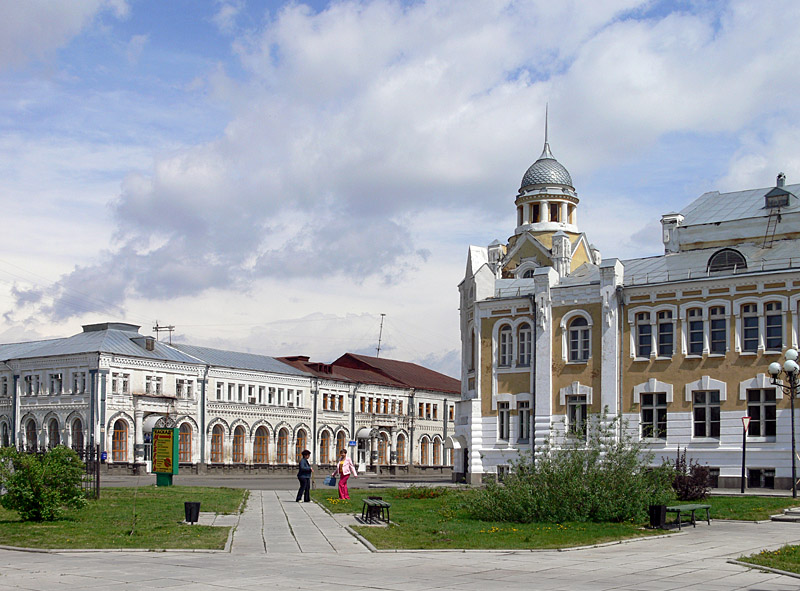
Torg i Bijsk, med dramateatern till höger.

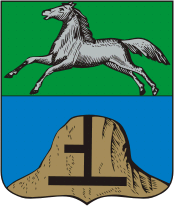
Bijsks vapen.

Bijsk (ryska Бийск) är den näst största staden i Altaj kraj, Ryssland. Den grundades 1709 och är belägen där floderna Bija och Katun flyter samman. Folkmängden i centralorten uppgick till 204 164 invånare i början av 2015, med totalt 213 846 invånare i stadens administrativa område.
Samhället grundades 1709 och erhöll stadsrättigheter 1782.

## Stadens administrativa område
Bijsk administrerar områden utanför själva centralorten. 
| Stad/Ort        | Invånarantal 9 oktober 2002 | Invånarantal 14 oktober 2010 |
| --------------- | --------------------------- | ---------------------------- |
| Bijsk¹          | 224 814                     | 210 115                      |
| Landsbygd       | Se nedan                    | Se nedan                     |
| Nagornyj        | 6 358                       | 7 542                        |
| Övrig landsbygd | 1 760                       | 1 671                        |
| TOTALT          | 232 932                     | 219 328                      |

¹Inklusive Sorokino, som slogs samman med centrala Bijsk 2003.